# القاضي (إب)

تعديل مصدري - تعديل

القاضي  إحدى حارات مدينة القاعدة بمحافظة إب، بلغ تعداد سكانها 196 نسمة حسب تعداد اليمن لعام 2004.